# Górka (Sobótka)
Górka (Gorca XIII w., niem. Gorkau) – zachodnia część miasta Sobótka na Dolnym Śląsku, do 1959 formalnie samodzielna wieś o nazwie Górka (do 1945 pod nazwą Zobten-Gorkau), położona u podnóża góry Ślęży.
Do 1954 oraz od 1959 w granicach Sobótki.

## Nazwa
Nazwa miejscowości wywodzi się od polskiego słowa górka oznaczającego małą górę. Heinrich Adamy w swoim dziele o nazwach miejscowości na Śląsku wydanym w 1888 roku we Wrocławiu jako najstarszą zanotowaną nazwę miejscowości wymienia Górka (kleiner Berg) zanotowaną w łacińskim dokumencie z 1108 roku podając jej znaczenie „Auf dem kleinen Berge” czyli po polsku „położona na małej górze” – górce. W innym miejscu nawiązał również do klasztoru znajdującego się w miejscowości „kloster auf dem kleinen Berge” czyli klasztor na małej górze".
Wzmiankowana w łacińskim dokumencie z 1250 roku wydanym przez papieża Innocentego IV w Lyonie gdzie zanotowana została w zlatynizowanej, staropolskiej formie „Gorka”. Polską nazwę miejscowości w formie Górka w książce „Krótki rys jeografii Szląska dla nauki początkowej” wydanej w Głogówku w 1847 wymienił śląski pisarz Józef Lompa. Podał, że w miejscowości znajdował się znany „ogród oraz piwowarnia”.

## Zabytki
Do wojewódzkiego rejestru zabytków wpisane są:
- pałac, tzw. „zamek” z pozostałościami klasztoru i kaplicą do kasaty w 1810 r., z poł. XIII w., z XVI wieku, przebudowany w XIX wieku; w którym obecnie znajduje się hotel, przy ul. Zamkowej. W 1121 ufundowano na miejscu obecnej budowli, znajdującej się na południowym skraju dawnej wsi, kaplicę dla zakonu kanoników regularnych św. Augustyna, sprowadzonych do Sobótki[8]. Wieś Górka wymieniana jest w dokumentach księcia Henryka Brodatego z 1204 i 1208 roku w związku z decyzją o zwrocie posiadłości zakonowi. Nazwa wsi pojawiła się też w 1250 w dokumentach papieża Innocentego IV w związku z konsekracją nowego kościoła[9]. W 1256 roku książę Bolesław Łysy napadł tam biskupa wrocławskiego Tomasza I Zarembę, którego wziął w niewolę[10]. W 1316 wzmiankowano Pacuszkę, proboszcza z Górki, a w 1320 opata Henryka Calvusa, który uwięził w kościele opata Filipa (swego poprzednika) wraz z kapelanem. Mieszczące się w Górce probostwo kanoników zniszczone zostało przez husytów w 1428 i 1435. Odbudowę rozpoczęto w II połowie XV i kontynuowano w I połowie XVI wieku staraniem proboszczów Franciszka Kräzera i Walentego Äschiusa; do kaplicy dobudowana została część mieszkalna (1524–1553[11], dalsza rozbudowa 1585, ponowna konsekracja w 1589).  Opactwo splądrowane i zniszczone zostało podczas wojny trzydziestoletniej w latach 1618–1648. W 1736 otynkowane zostało wnętrze kościoła, a po sekularyzacji w 1810 zabudowania probostwa (oprócz samego kościoła, pełniącego rolę parafialnego) sprzedano (1812) w ręce prywatne Ernestowi von Luttwitz, który przeznaczył je na cele mieszkalne. W latach 1854 i 1868 kościół doczekał się remontu dachu i szczytów.Całość zabudowań mieszkalnych i gospodarczych sprzedana została w 1885 Eugeniuszowi von Kulmitz. Podjął on decyzję o całkowitej ich przebudowie w formie neorenesansowego zamku według projektu architekta wrocławskiego, Wilhelma Rheniusa; prace te wykonano w latach 1886–1891. Naprawy i remonty kompleksu dokonywane były w latach 1908, 1914 i 1928. W 1932 parafię i wyposażenie kościelne przeniesiono do nowego kościoła, a stary kościół zamieniono na magazyn; po II wojnie światowej remonty wykonywano w latach 1965, 1970 i 1973. Obecnie, po licznych przebudowach całości, zachowały się formy gotyckie i renesansowe, przesłonięte neorenesansowymi. Frontowa elewacja budynku z łamanego granitu z dodatkiem cegły, częściowo otynkowanego, skierowana jest ku południowi. Dawny XV-wieczny kościół znajduje się we wschodniej części obiektu, w części środkowej wieża powstała w latach 1524–1553, a dawny budynek gospodarczy z ok. 1558 w części zachodniej. Średniowieczna kaplica mieści się wewnątrz kompleksu, przy czym podczas prac konserwatorsko-remontowych natrafiono w jej pobliżu na resztki fundamentów wieży i murów, co mogłoby wskazywać na to, że w średniowieczu znajdował się tu także zamek

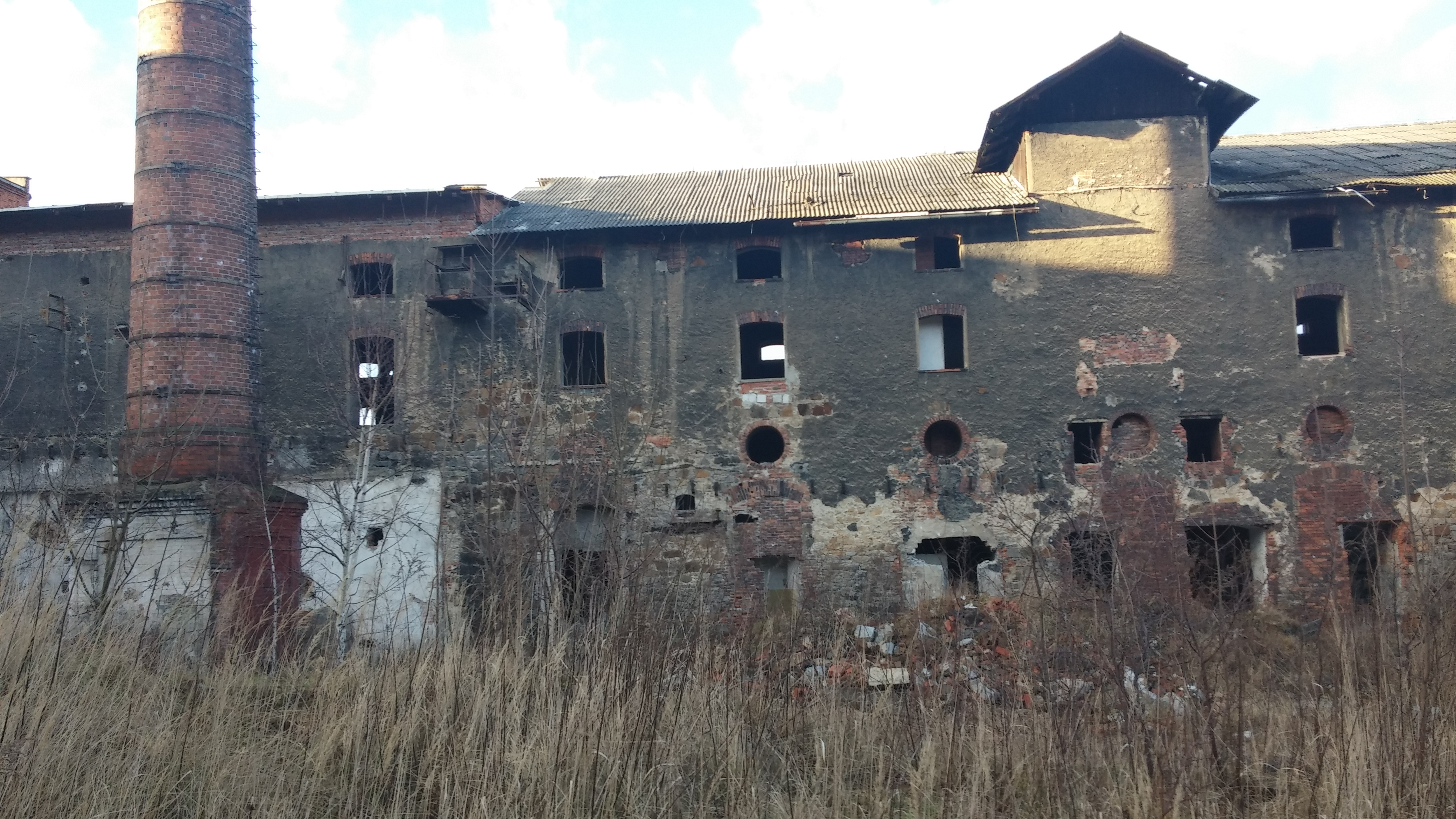
Sobótka, browar

- budynek bramny
- oficyna
- wozownia
- browar, nieczynny, z poł. XIX w. Sobótka, browar
- ośrodek wychowawczy, z 1930 r.
- park.

## Szlaki turystyczne
– Strzelin – Pęcz – Piotrowice – Zielenice – Suchowice – Jordanów Śląski – Glinica – Winna Góra – Gozdnik – Przełęcz Sulistrowicka – Przełęcz Słupicka – Radunia – Przełęcz Tąpadła – Ślęża – Sobótka-Górka